# ホイテ
『ホイテ』（ドイツ語: heute、ドイツ語発音: [ˈhoʏtə] ( 音声ファイル)「今日」の意味）はドイツの公共放送局第2ドイツテレビ（ZDF）のニュース番組。本編は午後7時に放送し、ドイツの政治ニュースに重点を置きつつ、文化娯楽からも「雑多な」ニュースを扱うほか、スポーツニュースは担当のプレゼンターを置いて伝える。天気予報はコマーシャル後の7時22分に伝える。2021年7月までのオープニングはアナログ時計をモチーフにしており、番組の象徴的な要素になっていたが、この部分はNHK BS1の『ワールドニュース』ではカットされていた。
本番組とドイツ公共放送連盟（ARD）の『ターゲスシャウ』（Tagesschau）が、ドイツの公共テレビの夕方ニュースの代表的番組である。午後8時以降ドイツの公共放送では広告は流れない。

## 沿革
初回は、ZDFの放送開始日に当たる1963年4月1日。当初は午後7時半～8時（中央ヨーロッパ時間）の放送で、1965年2月1日に前半15分のheuteと、後半15分のthemen des tages（『今日のテーマ』）の2パートに分離。1969年1月1日、夜間プログラムの開始時刻が早まり、themen des tagesは終了した。
1973年、現在と同じ午後7時からの放送に移る。
2014年には午後7時放送の司会がペトラ・ゲスター（Petra Gerster）とクリスティアン・ジーバス（Christian Sievers）の隔週交代になった。両者とも出演できない場合はバーバラ・ハールヴェーク（Barbara Hahlweg）が務める。
2021年5月に22年間ホイテのニュースを担当したペトラ・ゲスターが引退し、7月からはアフリカ系として初めてZDFの朝と昼のニュースを担当した経験があるジンバブエ人とドイツ人のハーフであるヤーナ・パライギス（Jana Pareigis）が加入した。10月にはクリスティアン・ジーバスが『ホイテジャーナル』へ転出し、朝の番組『ZDF-Morgenmagazin』を担当していたシリア系トルコ人移民2世でキリスト教徒のミトリ・ジリンがクリスティアン・ジーバスの後継として加入。これによって、バーバラ・ハールヴェーク、ヤーナ・パライギス、ミトリ・ジリンの3人体制となった。

## 現在

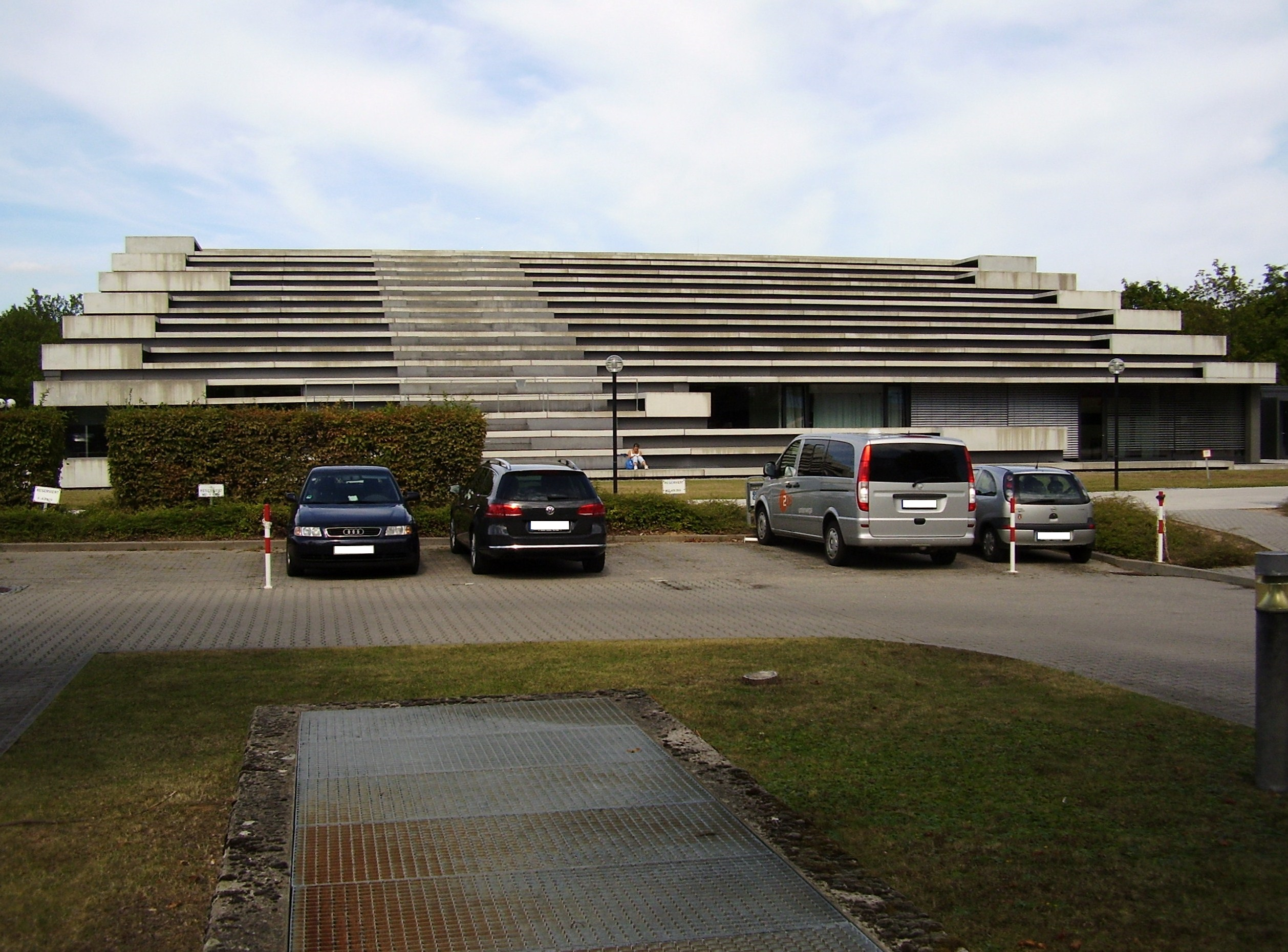
マインツのZDFニューススタジオ(ZDF-Nachrichtenstudio)

午後7時半からの本編は天気予報含め20分間で、ZDFの関連チャンネル「3sat」でも放送される。午後9時45分からはより放送時間の長い特集番組『ホイテジャーナル』（Heute Journal）を放送。この形態は、Das Ersteの『ターゲスシャウ』（Tagesschau）に対する『ターゲステメン』（Tagesthemen）に似ている。

## アイデンティティー
放送のほとんどで、タイトル音楽の前にh-e-u-t-eのモールス信号風の音が鳴る。1998年にこの演出はタイトル音楽と統合され、ドットとダッシュはもはや区別できない。
NHk BSではカットされる前半から半ばのオープニングでは、ドイツ地図からヨーロッパ地図、そして世界地図へと画面が変化し、それと共にドイツと世界の代表的な都市の名前が表示されるが、アジアではテルアビブとシンガポールと北京が表示されるのみで、この事からドイツメディアは東アジアでは日本ではなく中国を重視する姿勢がうかがえる。
2009年7月17日、新たにバーチャルスタジオの使用を開始し、再設計されたグラフィックスや、タイトル演出とスタジオの統合について特集した。

## 司会

### 午後7時放送
| 司会                                          | 年        | 役割   |
| --------------------------------------------- | --------- | ------ |
| バーバラ・ハールヴェーク（Barbara Hahlweg ）  | 2007-現在 | 司会   |
| ヤーナ・パライギス（Jana Pareigis）           | 2021-現在 | 司会   |
| ミトリ・ジリン（Mitri Sirin）                 | 2021-現在 | 司会   |
| ペトラ・ゲスター（Petra Gerster）             | 1998-2021 | 元司会 |
| クリスティアン・ジーバス（Christian Sievers） | 2014-2021 | 元司会 |

### スポーツニュース
| 司会                                   | 年        |
| -------------------------------------- | --------- |
| ノルベルト・ケーニヒ（Norbert König）  | 1987-現在 |
| クリスティン・オットー（Kristin Otto） | 1995-現在 |
| ルディ・ツェルネ（Rudi Cerne）         | 1996-現在 |
| スヴェン・ヴォス（Sven Voss）          | 2007-現在 |
| カーチャ・シュトレゾ（Katja Streso）   | 2010-現在 |
| アレクサンダー・ルダ（Alexander Ruda） | 2014-現在 |

## 日本での放送
日本では一部がNHK BS1のワールドニュース内で放送されている。